# Special Ops: Lioness
Special Ops: Lioness ist eine US-amerikanische Action-Fernsehserie des Streamingdienstes Paramount+. Die Fernsehreihe wird in den Vereinigten Staaten produziert und feierte ihre Premiere am 23. Juli 2023 auf Paramount+.

## Handlung
Die erfahrene CIA-Agentin Joe hat das Kommando über die Eliteeinheit „Lioness“, eine paramilitärische Sondereinheit. Nach einer verpatzten Mission im Nahen Osten erleidet die Truppe während einer verdeckten Operation einen schweren Rückschlag, in dessen Folge ihre verdeckte Ermittlerin, die in die Reihen des Feindes eingeschleust wurde, stirbt.
Nach diesem Misserfolg droht der Gruppe die Auflösung. Es gibt Hoffnung, als Joe beginnt, mit Cruz Manuelos, einer Soldatin des Marine Corps, zusammenzuarbeiten. Sie soll sich mit der Tochter eines Terroristen anfreunden, der von der Central Intelligence Agency beobachtet wird. Gemeinsam müssen sie den größten Terroranschlag auf US-amerikanischem Boden seit dem 11. September 2001 verhindern.

## Episodenliste

### Staffel 1
| Nr. (ges.) | Nr. (St.) | Deutscher Titel                 | Originaltitel                 | Erstveröffentlichung USA | Deutschsprachige Erstveröffentlichung (D/A/CH) | Regie         | Drehbuch                                             |
| ---------- | --------- | ------------------------------- | ----------------------------- | ------------------------ | ---------------------------------------------- | ------------- | ---------------------------------------------------- |
| 1          | 1         | Geopferte Soldaten              | Sacrificial Soldiers          | 23. Juli 2023            | 23. Juli 2023                                  | John Hillcoat | Taylor Sheridan                                      |
| 2          | 2         | Die harte Tour                  | The Beating                   | 23. Juli 2023            | 23. Juli 2023                                  | John Hillcoat | Taylor Sheridan                                      |
| 3          | 3         | Groß wie eine Faust             | Bruise Like a Fist            | 30. Juli 2023            | 30. Juli 2023                                  | Anthony Byrne | Taylor Sheridan Idee: Taylor Sheridan & Thomas Brady |
| 4          | 4         | Wir haben versagt               | The Choice of Failure         | 6. Aug. 2023             | 6. Aug. 2023                                   | Anthony Byrne | Taylor Sheridan                                      |
| 5          | 5         | Die Wahrheit ist die beste Lüge | Truth Is the Shrewdest Lie    | 13. Aug. 2023            | 13. Aug. 2023                                  | Paul Cameron  | Taylor Sheridan                                      |
| 6          | 6         | Die Lüge ist die Wahrheit       | The Lie Is the Truth          | 20. Aug. 2023            | 20. Aug. 2023                                  | Paul Cameron  | Taylor Sheridan                                      |
| 7          | 7         | Kein Weg aus dem Kampf          | Wish the Fight Away           | 27. Aug. 2023            | 27. Aug. 2023                                  | John Hillcoat | Taylor Sheridan                                      |
| 8          | 8         | Die Illusion der Ordnung        | Gone Is the Illusion of Order | 3. Sep. 2023             | 3. Sep. 2023                                   | John Hillcoat | Taylor Sheridan                                      |

### Staffel 2
| Nr. (ges.) | Nr. (St.) | Deutscher Titel             | Originaltitel           | Erstveröffentlichung USA | Deutschsprachige Erstveröffentlichung (D/A/CH) | Regie            | Drehbuch        |
| ---------- | --------- | --------------------------- | ----------------------- | ------------------------ | ---------------------------------------------- | ---------------- | --------------- |
| 9          | 1         | Vorsicht mit alten Soldaten | Beware the Old Soldier  | 27. Okt. 2024            | 27. Okt. 2024                                  | Taylor Sheridan  | Taylor Sheridan |
| 10         | 2         | Ich liebe mein Land         | I Love My Country       | 27. Okt. 2024            | 3. Nov. 2024                                   | Taylor Sheridan  | Taylor Sheridan |
| 11         | 3         | Die Spinne                  | Along Came a Spider     | 3. Nov. 2024             | 10. Nov. 2024                                  | Michael Friedman | Taylor Sheridan |
| 12         | 4         | Fünfhundert Kinder          | Five Hundred Children   | 10. Nov. 2024            | 17. Nov. 2024                                  | Michael Friedman | Taylor Sheridan |
| 13         | 5         | Mond in Trümmern            | Shatter the Moon        | 17. Nov. 2024            | 8. Dez. 2024                                   | Stephen Kay      | Taylor Sheridan |
| 14         | 6         | 2381                        | 2381                    | 24. Nov. 2024            | 15. Dez. 2024                                  | Stephen Kay      | Taylor Sheridan |
| 15         | 7         | Die Asse des Teufels        | The Devil Has Aces      | 1. Dez. 2024             | 22. Dez. 2024                                  | Stephen Kay      | Taylor Sheridan |
| 16         | 8         | Kompass nach Hause          | The Compass Points Home | 8. Dez. 2024             | 29. Dez. 2024                                  | Stephen Kay      | Taylor Sheridan |

## Besetzung und Synchronisation
Die deutsche Fassung entsteht bei der Cinephon Filmproduktions GmbH in Berlin unter der Dialogregie von Christoph Seeger nach Dialogbüchern von Seeger und Bernd Nigbur, in der zweiten Staffel von Stefan Kaiser und Gabi Voussem.
| Rollenname         | Schauspieler       | Synchronsprecher  |  |
| ------------------ | ------------------ | ----------------- |  |
| Joe                | Zoe Saldaña        | Carolina Vera     |  |
| Cruz Manuelos      | Laysla De Oliveira | Daniela Molina    |  |
| Neal               | Dave Annable       | Julien Haggège    |  |
| Bobby              | Jill Wagner        | Ann Vielhaben     |  |
| Kaitlyn Meade      | Nicole Kidman      | Petra Barthel     |  |
| Two Cups           | James Jordan       | Joachim Kretzer   |  |
| Randy              | Austin Hébert      | Ulrich Blöcher    |  |
| Tucker             | LaMonica Garrett   | Tobias Kluckert   |  |
| Tex                | Jonah Wharton      | Steven Merting    |  |
| Aaliyah Amrohi     | Stephanie Nur      | Johanna Thoring   |  |
| Errol Meade        | Martin Donovan     | Frank Röth        |  |
| Edwin Mullins      | Morgan Freeman     | Douglas Welbat    |  |
| Byron Westfield    | Michael Kelly      | Peter Flechtner   |  |
| NSA Advisor Hollar | Bruce McGill       | Roland Hemmo      |  |
| Polo               | Mike Heslin        | Michael Zehentner |  |

## Produktion und Ausstrahlung
Der Beginn der Arbeiten an der Serie wurde im September 2020 bekannt. Im Februar 2022 bekam Zoe Saldana die Hauptrolle in der Serie und wurde zusammen mit Nicole Kidman ausführende Produzentin. Lysla De Oliveira trat der Besetzung im folgenden Monat bei. Im Juni übernahm Sheridan nach Fertigstellung des Drehbuchs die Rolle des Showrunners der Serie von Thomas Brady. Das Casting wurde im September mit Dave Annable, LaMonica Garrett, James Jordan, Austin Ebert, Jonah Wharton und Hannah Love Lanier fortgesetzt. Im Januar 2023 trat Kidman zusammen mit Morgan Freeman der Besetzung bei.
Der Produktionsstart der Serie war ursprünglich für Juni 2022 geplant. Für die Außenaufnahmen zog das Produktionsteam für einige Monate nach Mallorca. Die Dreharbeiten begannen im Januar 2023 und dauerten bis Februar an.
Die erste Staffel wurde ab dem 23. Juli 2023 in Doppelfolgen beim Streaminganbieter Paramount+ veröffentlicht. Die Erstveröffentlichung der zweiten Staffel folgt seit dem 27. Oktober 2024. Seit der zweiten Staffel wird im Titel auf das Special Ops verzichtet und die Serie läuft nur noch unter dem Namen Lioness.

## Rezeption
Bei der englischsprachigen Bewertungswebsite Rotten Tomatoes gibt es eine Zuschauerzustimmung von 80 %, während die Serie bei 36 Kritiken nur eine Zustimmung von 56 % erreichte.
Serienjunkies schreibt in einer Rezension zu der ersten Folge, dass die Serie von Taylor Sheridan einer kinoreifen Machart gleiche und mit einer hochkarätigen Besetzung aufwarte. Die Serienfiguren würden als ambivalente Charaktere gezeichnet, wobei sich die Aufmerksamkeit dabei auf die junge Cruz konzentriere, die sich entschließt, als Soldatin zu dienen. Die Militär- und Spionagegeschichte werde durchaus glaubwürdig umgesetzt.
Bei TV Wunschliste.de wird ebenfalls nach Sichtung der ersten Folge die Serie positiv besprochen. Wer Spionage, Thriller und Action schätze und Interesse daran habe, starke, weibliche Figuren in typischen Männerrollen zu sehen, sei bei Sheridans neuster Serie genau richtig. So lasse auch das Setting nichts zu wünschen übrig. Kritisiert wird hier das Drehbuch mit ein wenig klischeeüberladenen Dialogen. Insgesamt seien aber wenig Gründe zu finden, die gegen „Special Ops: Lioness“ sprechen würden.
N-tv bezeichnet „Special Ops: Lioness“ als eine der überflüssigsten Serien des Jahres 2023. Der Plot sei unsäglich und die Protagonisten würden naiv agieren.
Die Süddeutsche Zeitung meint, dass die Geschichte schwer überladen sei. Der Kern sei aber spannend und die Serie gut besetzt.
Aufgrund der ersten Folge kritisierte Variety die Serie als „Klischee“ und „schamlose Militärpropaganda“.
Anita Singh von The Telegraph lobte die Leistungen von Laysla De Oliveira und Zoe Saldana, kritisierte jedoch Nicole Kidman als CIA-Chefin, deren eingefrorenes Gesicht heutzutage eine totale Ablenkung sei.